# سن ژوزف، رئونیون
شهر سن ژوزف، رئونیون (به فرانسوی: Saint-Joseph, Réunion) در شهرستان رئونیون در ناحیه رئونیون با جمعیت ۳۳٬۵۰۹ نفر در کشور فرانسه واقع شده‌است